# رالف بوتشر
رالف بوتشر (بالألمانية: Ralf Bucher)‏ هو لاعب كرة قدم ألماني، ولد في 6 أبريل 1972 في ميونخ في ألمانيا. لعب مع نادي أونترهاخينغ.

## وصلات خارجية
- رالف بوتشر على موقع قاعدة بيانات كرة القدم.إي يو (الإنجليزية)
- رالف بوتشر على موقع بيانات كرة القدم. دي إي (الألمانية)
- رالف بوتشر على موقع Soccerway.com (الإنجليزية)
- رالف بوتشر على موقع عالم كرة القدم.نت (الإنجليزية)